# Grue de paradis
Grus paradisea
Espèce
Statut de conservation UICN

 VU A2acde : Vulnérable
Statut CITES
La Grue de paradis (Grus paradisea, synonyme Anthropoides paradisea) est une espèce de grands échassiers de la famille des Gruidae. C'est l'oiseau national de l'Afrique du Sud, pays où il est quasi-endémique.

## Répartition et habitat
Elle est quasi-endémique d'Afrique du Sud. Quelques populations se reproduisent en Namibie. D'autres migrent au Botswana, au Lesotho, au Swaziland et au Zimbabwe, mais ne s'y reproduisent pas.
L'habitat de reproduction est constitué d'herbes et de laîches, préférentiellement les prairies de haute altitude où la végétation est dense et courte. En dehors de la saison de reproduction, cette espèce occupe des prairies de moins haute altitude.

## Alimentation
Cette espèce se nourrit principalement de plantes notamment de graines de graminées, de racines, de tubercules et de petits bulbes. Il peut aussi manger des animaux comme les insectes, les sauterelles, les termites, les chenilles, les vers, les crabes, les poissons, les grenouilles et de petits mammifères. 

## Reproduction

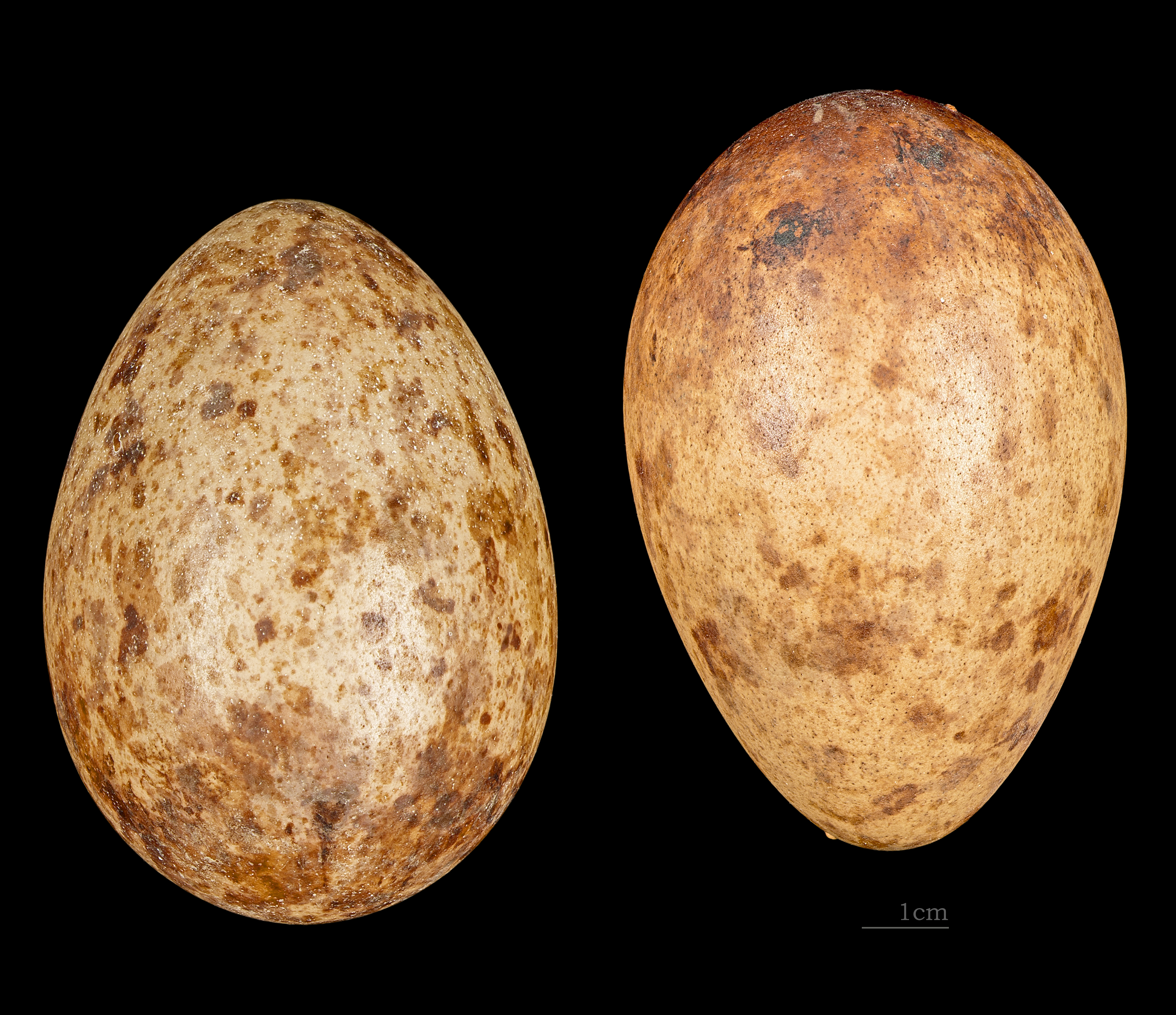
Œufs de Grus paradisea Muséum de Toulouse

Ils se reproduisent entre août et avril, généralement sur des gros tronc , en hauteur.

## Systématique
L'espèce Grus paradisea a été décrite par le zoologiste allemand Anton August Heinrich Lichtenstein en 1793, sous le nom initial d'Ardea paradisea.

### Synonyme
- Ardea paradisea  A.H.H. Lichtenstein, 1793 protonyme
- Anthropoides paradisea

### Taxinomie
Les travaux phylogéniques sur les grues, notamment ceux de Krajewski et al. (2010), montrent que toutes les grues forment un clade monophylétique. Au contraire, le genre Anthropoides dans lequel la Grue de paradis est parfois placée par certaines autorités taxinomiques (Howard & Moore, Clements, Handbook of the Birds of the World), n'est pas monophylétique, et est inclus dans le clade des Grus. Dans sa classification 2.6 (2010), le Congrès ornithologique international replace donc cette espèce dans le genre Grus.